# Акерлие, Ибен
Ибен Мари Акерлие (норв. Iben Marie Akerlie; род. 5 марта 1988 года, Осло, Эстланд, Норвегия) — норвежская актриса и писательница.
С 2008-2011 годы училась в Университете Осло.
Знает несколько языков: немецкий, испанский, французский.
Состоит в отношениях с актёром Якобом Офтебро.

## Фильмография
| Год  |     | Русское название           | Оригинальное название    | Роль        |
| ---- | --- | -------------------------- | ------------------------ | ----------- |
| 2002 | ф   | Шрамы                      | Glasskår                 | Венди       |
| 2003 | кор |                            | Bulle bare bor her       | Туне        |
| 2013 | ф   | Виктория: История любви    | Victoria                 | Виктория    |
| 2015 | с   | Даг                        | Dag                      | Вивиан      |
| 2015 | ф   | Дриады – Девочки не плачут | Dryads - Girls Don't Cry | Генриетте   |
| 2015 | кор | Слоновая кожа              | Elephant Skin            | Йоханна     |
| 2015 | с   |                            | Hæsjtægg                 | Тале        |
| 2015 | кор | В море                     | In the Sea               | Рикке       |
| 2015 | с   | Богатство                  | Mammon                   | Амелия Волл |
| 2017 | ф   |                            | Rett Vest                | Вильде      |
| 2019 | ф   | Озеро смерти               | De dødes tjern           | Лиллан      |

## Труды
- Книга: Lars er LOL – ungdomsroman, Aschehoug, s. 230, (2016)[1].